# Miliolinae
Miliolinae es una subfamilia de foraminíferos bentónicos de la familia Miliolidae, de la superfamilia Milioloidea, del suborden Miliolina y del orden Miliolida. Su rango cronoestratigráfico abarca desde el Luteciense (Eoceno medio) hasta la Actualidad.

## Clasificación
Miliolinae incluye a los siguientes géneros:
- Crenulostomina †
- Helentappanella †
- Miliola †
- Picouina †
- Rupertianella
- Pateoris

Otros géneros considerados en Miliolinae son:
- Cepinula, de estatus incierto, considerado sinónimo posterior de Miliola
- Miliolites, aceptado como Miliola
- Pentellina, aceptado como Miliola
- Saxicolina, aceptado como Miliola
- Saxicoline, sustituido por Saxicolina